# 所村武蔵
所村 武蔵（しょむら むさし、2000年2月24日 - ）は、テレビ朝日のアナウンサー。

## 来歴・人物
実父はアメリカ人で、実母は日本人。「武蔵」という名前には、「宮本武蔵（剣術家）が江戸時代に二刀流（二刀剣法）を編み出したように、日本とアメリカの文化を理解できるような人物になって欲しい」という実父の思いが込められているという。
石川県金沢市出身。星稜高等学校から、同志社大学グローバル地域文化学部へ進学。小学校から大学まで、所属校の野球部で活動。同大在学中には、新型コロナウイルス感染症流行の影響で学業や部活動の一時停止を余儀なくされた。1年間の就職浪人生活を経てテレビ朝日のアナウンサー試験を受けた結果、新卒扱いで同社に採用された。2023年4月1日付で同社入社。入社1年目には、7月から『スーパーJチャンネル』週末版のフィールドキャスターを半年間務めた後に、2024年1月から『報道ステーション』のリポーター陣に加わった。担当番組が『スーパーJチャンネル』から『報道ステーション』に変更されたのは、2023年12月まで『報道ステーション』のリポーターを務めていた井澤健太朗（先輩アナウンサー）が、2024年1月から『スーパーJチャンネル』平日版のメインキャスターへ異動したことによる。
ちなみに、放送上は2024年1月5日（金曜日）から、『報道ステーション』のリポーターとして活動することを予定していた。しかし、同月1日（月曜日）に最大震度7の令和6年能登半島地震が地元の石川県内で16:10頃（『スーパーJチャンネル』年始短縮版の本番直前）に発生したことを受けて、翌2日（火曜日）から県内での取材と同番組向けの生中継リポートを開始。2024年における『報道ステーション』の放送が5日に始まってからも、能登半島地震関連の取材活動へ連日従事している。

## 出演番組
報道番組
| 期間      | 期間       | 番組名              | 役職                     |
| --------- | ---------- | ------------------- | ------------------------ |
| 2023年7月 | 2023年12月 | スーパーJチャンネル | 週末フィールドキャスター |
| 2024年1月 | 現在       | 報道ステーション    | リポーター               |

その他
- 甲子園への道（関東ローカルパートのリポーター、2023年 - ）